# Hertigdömet Steiermark
Hertigdömet Steiermark var ett kronland i den österrikisk-ungerska monarkins cisleithanska del, 1180–1918.
Det gränsade i norr till
ärkehertigdömet Österrike, i öster till Ungern och
Kroatien-Slavonien, i söder till Krain samt i väster till
Kärnten och Salzburg.

## Geografi
Landet, som delades i övre eller norra Steiermark och nedre eller södra Steiermark, var till nio tiondelar ett bergland, uppfyllt av Alperna,
och utmärktes genom ovanlig rikedom på natursköna partier. Endast i floddalarna och i de östligaste distrikten förekom slättland.
Längst i nordväst löpte de Salzburgska kalkalperna, vilkas högsta toppar var den kolossala Dachsteingruppen (2 996 m), på gränsen till Salzburg och Österrike, och Grimming (2 351 m),
östligare sluta sig till dem Ennstal-alperna (2 372
m) och Hockschwab (2 278 m). Söder om floden Enns,
från sydväst till nordöst, gick två grenar av Alpernas centralkedja. Den norra (Niedere Tauern), som drog genom landet mellan Enns och Mur, var en fortsättning av Hohe Tauern och nådde sin höjdpunkt i Hochgolling
(2 863 m). Den södra, som kallades Noriska alperna,
bestod av tre grupper: Gurktalalperna (med Eisen-hut,
2 441 m), omkring övre Gurkfloden, Lavantalalperna
(med Zirbitz 2 395 m) samt Bach- och Posruck-bergen,
varpå följde de Oetiska alperna. Den sydligaste delen av landet fylldes bl. a. av Karavankerna.
De viktigaste floderna var Mur med Mürz, Drave och
Save med Sann: Enns med Salza samt Traun flöt på kortare sträckor genom landets norra del. Flera för naturskönhet berömda sjöar finnas. Av de omkring 70
mineralkällorna var de vid Rohitsch och Gleichenberg
mest kända.
Klimatet var i norr tämligen kallt, men i söder milt. I Admont är medeltemperaturen 6° C.,
i Marburg 12° C.

## Näringsliv
Trots sin alpnatur var Steiermark ett av den österrikiska monarkiens bäst odlade länder. 20
procent av arealen var åker och trädgårdar. 11.9
procent äng, 12,75 procent betesmark och nära halva arealen (48 procent) skog.
Jordbruket omfattar i synnerhet odling av flera sädesslag, potatis, hampa och humle. Därjämte frambringas i Steiermark förträffligt vin och frukt. En medelgod skörd 1901-10 gav 69 000
ton vete, 73 600 ton råg, 17 000 ton korn, 84 260
ton havre, 65 300 ton majs, 33 000 ton bovete, 205 000
ton potatis och 927 000 hl. vinmust.
Boskapsskötseln var genom de rika alpbetena av betydelse. 1910
ägde landet 62 400 hästar, 683 400 nötkreatur,
33 540 getter, 86 700 får, 836 500 svin och över
1,3 miljoner fjäderfä. Skogsavverkning bedrevs i ansenlig skala, men av största vikt var bergsbruket med den därpå grundade industrin. 1910 bröts bl. a. l,7 miljoner ton järnmalm, 435 ton zinkmalm,
11 000 ton grafit och 2,85 miljoner ton brunkol samt framställdes 541 700 ton tackjärn, 3 592 ton zink och 24 800 ton salt. Tillverkningen av metallvaror,
järnvägsskenor, järntråd, stålarbeten av allehanda slag m. m. har nått hög fullkomning. Övriga industrialster var: glas, papper, linnevaror,
cigarrer, likörer m. m.
Såväl export- som transitohandeln var livlig. Samfärdseln befordras av
654 km. vattenvägar och 1 454 km. järnvägar, bl. a. av den genom landet löpande Wien-Triestebanan. För undervisningen var sörjt genom ett universitet och ett teknisk högskola i Graz, ett bergshögskola i Leoben
samt tre teologiska läroanstalter, nio gymnasier och realgymnasier, åtta realskolor, ett flicklyceum, två lärar- och 3 lärarinneseminarier, ett högre och 13 lägre handelsskolor, 57 lägre yrkesskolor, 8 lantbruks- och skogsskolor, ett lägre bergsskola samt 911
offentliga och 64 enskilda folk- och borgarskolor.

## Befolkning
Av befolkningen, som 1910 uppgick till 1 444 157
personer (1912 beräknad till 1 459 699 personer), var
70,5 procent (ökning 1901-10, 8,97 procent) tyskar och
29,4 procent (ökning 0,04 procent) slovener samt 98,i procent katoliker, 1,5 procent protestanter och 0,2
procent judar.

## Förvaltning
Enligt författningen av 26
februari 1861 sammankallades lantdagen av kejsaren årligen till Graz. Den bestod av katolikernas överhuvud, de båda furstbiskoparna av Seckau
och Lavant, rektorn för universitetet i Graz och
68 på 6 år valda ledamöter, nämligen 12 godsägare, 19
stads- och 23 lantombud, 6 ombud för handels- och industrikamrarna i Graz och Leoben samt 8 ombud för den allmänna väljarklassen. Landets representanter i österrikiska riksrådets deputeradekammare var till antalet 30.
För administrationen var Steiermark indeladt i
26 kretsar: stadskretsarna Graz, Marburg, Cilli och
Pettau samt 22 landskretsar. Judiciella ärenden handläggas af 66 distriktsdomstolar, 3 lands-
och kretsdomstolar och l överdomstol i Graz. Det var delat i 2 biskopsstift: Seckau och Lavant, med säte i Graz och Marburg.
I militäriskt hänseende löd hertigdömet jämte Kärnten och Krain under generalkommandot i Graz.

## Historia
Steiermark var ursprungligen bebott av keltiska taurisker, tillhörde under romarna dels Noricum, dels Pannonien och var redan då berömt för sitt järn och stål. Under
folkvandringen efter vartannat erövrat av goter, hunner, heruler, avarer med flera, intogs det under 500-talet av slaver, men förenades av Karl den store (768-814) med hans välde och uppgick därefter i hertigdömet Kärnten.
Det av bulgarer och ungrare flera gånger härjade landet började först omkring 1056 att intaga en mera självständig ställning under styrelse av Ottokar, markgreve av Styre (därav landets namn). Ottokar II, som 1180 antagit hertigtitel, ingick ett arvsfördrag med hertig Leopold av Österrike, enligt vilket Steiermark skulle övergå till denne senare, i händelse dess hertig avled utan arvingar. Detta inträffade 1192.
År 1278 förenades såväl Steiermark som Österrike med huset Habsburgs besittningar, men styrdes självständigt 1365-1440 och 1564-1619 av en dess sidolinje. För att utrota protestantismen, som vann stort insteg i Steiermark, vidtog hertigarna de strängaste åtgärder, och 1598 utvisades alla de, som inte övergick till katolicismen. Följden av detta påbud blev, att 30 000 av landets rikaste och mest ansedda invånare utvandrade samt att både andlig och materiell odling led hårt avbräck. Steiermarks senare historia, i huvudsak sammanfallande med de övriga kronländernas,
är uppfylld av bondeuppror, infall av turkar och ungerska rövarband. I dess kulturliv gjordes en betydande insats av ärkehertig Johan (död 1859).